# Gabia Grande
Gabia Grande är en kommunhuvudort i Spanien. Den ligger i provinsen Provincia de Granada och regionen Andalusien, i den södra delen av landet, 400 km söder om huvudstaden Madrid. Gabia Grande ligger 686 meter över havet och antalet invånare är 16 369.
Terrängen runt Gabia Grande är varierad. Runt Gabia Grande är det ganska tätbefolkat, med 129 invånare per kvadratkilometer. Närmaste större samhälle är Granada, 8,1 km nordost om Gabia Grande. Trakten runt Gabia Grande består till största delen av jordbruksmark.